# Patrick Mouaya
Patrick Mouaya (* 6. Juli 1985 in Brazzaville, Volksrepublik Kongo) ist ein deutscher ehemaliger Fußballspieler kongolesischer Herkunft.

## Karriere
Mouaya wurde in der Volksrepublik Kongo (heute: Republik Kongo) geboren und spielte bis 2006 beim Club Saint Michel d’Ouenzé in seiner Heimatstadt Brazzaville.
Im Jahr 2006 ging er schließlich gemeinsam mit seinem Landsmann und ehemaligen Mannschaftskollegen Francky Sembolo nach Deutschland. Dort heuerten beide beim damaligen Oberligisten FC Oberneuland in Bremen an. 2008 absolvierte er sein erstes Länderspiel für die Fußballnationalmannschaft Kongos und hatte auch einen Einsatz während des DFB-Pokals 2008/09.
Schließlich wurde der Hallesche FC, damals ein Regionalligist, auf den Abwehrspieler aufmerksam, sodass Mouaya 2009 nach Sachsen-Anhalt wechselte. Dort konnte er sich schon bald durchsetzen und absolvierte bereits in seiner ersten Saison für die Hallenser 26 Spiele, in denen er auch ein Tor erzielte. In der Folge entwickelte er sich zum Stammspieler bei den Saalestädtern. Nach mehreren Spielzeiten die der HFC mit einer Platzierung in den oberen Rängen abschloss, gelang in der Saison 2011/12 schließlich der Aufstieg in die 3. Liga. Mouaya stand in der Aufstiegssaison in 28 von 34 Spielen von Anfang an auf dem Platz.
In seiner ersten Drittliga-Saison musste Mouaya zum Saisonauftakt zunächst seinen Stammplatz räumen, konnte diese Position nach einigen Spieltagen allerdings wieder zurückerobern. Am 15. Spieltag erlitt er jedoch eine schwere Verletzung, als er sich im Zweikampf mit Adriano Grimaldi vom VfL Osnabrück das Bein brach und ein halbes Jahr pausieren musste.
Mouaya kam bis zum Ende der Spielzeit zu keinen Einsätzen mehr, jedoch verlängerte man in Halle seinen Vertrag auch für die Saison 2013/14, um ihm eine Möglichkeit zu geben, an alte Leistungen wieder anzuknüpfen. Am 24. Januar 2014 gab Mouaya beim 3:0-Auswärtssieg beim SV Wehen Wiesbaden sein Comeback. Von da an gehörte er wieder zum ständigen Aufgebot der Hallenser. Bei Halle galt Mouaya als Publikumsliebling. In der Saison 2014/15 zog sich Mouaya am 36. Spieltag einen Kreuzbandriss zu. In der Saison 2015/16 stand er dann zwar noch im Kader, kam aber zu keinen Einsätzen mehr.
Nach der Saison 2015/16 beendete er wegen anhaltender gesundheitlicher Probleme seine aktive Karriere.
Auch nach seinem Karriereende blieb er mit dem HFC verbunden. Im Sommer 2016 kündigte der HFC an, dass Mouaya den erkrankten Dieter Strozniak vorübergehend als Teambetreuer ersetzen werde.

## Privates
Neben seiner Fußballspielerlaufbahn absolvierte Mouaya eine Ausbildung zum Versicherungskaufmann, ist verheiratet und Vater von zwei Kindern.
Im Februar 2014 wurde Mouaya deutscher Staatsbürger. Er verlor dadurch seinen kongolesischen Pass.
Mit seinem Spielerkollegen Francky Sembolo verbindet ihn eine enge Freundschaft.